# Баскский конфликт
Баскский конфликт — вооружённый конфликт между Испанией и баскскими сепаратистами за независимость Страны Басков от Франции и Испании. На стороне сепаратистов выступала террористическая организация ЭТА, которая с 1959 года начала вооружённое сопротивление Испанской администрации. ЭТА была запрещена на территории Испании. Конфликт происходил в основном на испанской земле.
Окончился 20 октября 2011 года в результате прекращения огня со стороны ЭТА.

## Предпосылки
Страна Басков — регион, расположенный на берегу Бискайского залива. Бо́льшая его часть принадлежит Испании, меньшая — Франции.
Первым идеологом баскского сепаратизма стал Сабино Арана. Он разработал национальные символы баскской нации — флаг икуринья, герб, гимн. В 1895 году по его инициативе была создана Баскская Националистическая Партия (БНП).
После государственного путча 17—18 июля 1936 года, в результате которого было свергнуто испанское республиканское правительство, вспыхнула гражданская война между испанскими националистическими и республиканскими силами. Почти все баскские националистические силы, во главе с Баскской Националистической Партией встали на сторону Республики, хотя баскские националисты в Алаве и Наварре боролись на стороне испанских националистов. Война закончилась победой националистических сил и установлением диктатуры генерала Франсиско Франко, которая длилась почти 40 лет. Автономия этой области была ликвидирована. Националистическая и профашистская политика Франко привела к ущемлению национальных интересов малых этнических групп, в том числе и басков. В это время была запрещена любая политическая деятельность, все национальные языки и культуры, кроме испанского.

## Хронология
В 1959 году группой активистов БНП была создана радикальная националистическая организация ЭТА (баск. ЕТА, Euskadi Ta Askatasuna, Эускади Та Аскатасуна — «Страна басков и свобода»). Целью создания организации было провозглашено создание независимого государства басков — «Великой Эускади» — на испанских и французских территориях. С 1968 года ЭТА активно использовала тактику террористических актов. Первой жертвой стал полицейский Хосе Пардинес. Шесть членов группировки были приговорены к смертной казни в результате Бургосского трибунала. Жертвами ЭТА стали 853 человека.
В 1973 году террористами ЭТА в Мадриде был убит премьер-министр Испании Луис Карреро-Бланко, поддерживавший политику Франко. Террористы, сняв квартиру в одном из центральных районов города, прорыли тоннель под проезжей частью улицы, по которой часто проезжал автомобиль Бланко, и заложили туда взрывчатку. Когда автомобиль премьер-министра пересекал заминированный участок дороги, прогремел взрыв, который оказался настолько мощным, что автомобиль Карреро Бланко был заброшен на балкон соседнего монастыря на противоположной стороне здания, и был найден не сразу. Одним из организаторов теракта был Хосе Мигель Беньяран. Убийство получило название «Операция „Чудовище“».
Со смертью Франко 20 ноября 1975 года в Испании начался переход к демократическому политическому режиму. В результате принятия в 1978—1979 годах конституции и референдума в Стране Басков, этот регион получил статус автономного сообщества. В 1978 году националистами-противниками референдума была основана политическая партия Эрри Батасуна (баск. Herri Batasuna), с 2001 года — Батасуна (баск. Batasuna).  Впервые в истории баскский народ был признан в Испании на юридическом уровне. Однако, руководство ЭТА не было удовлетворено этими уступками и продолжало требовать полную независимость.
Пик активности сепаратистов пришёлся на середину 1980-х — конец 1990-х. Наиболее масштабным стал теракт в торговом центре в Барселоне в 1987 году — погиб 21 человек. В апреле 1994 г. в Мадриде было совершено покушение на премьер-министра Хосе-Мария Аснара. В 1995 г. и в 1997 г. террористы готовили покушения на испанского короля Хуана Карлоса I.
В 2003 году партия Батасуна была запрещена на территории Испании из-за связей с террористической группировкой ЭТА. Это был первый после смерти генерала Франко случай запрета партии в стране:
Террористы больше не смогут менять правила игры как в Испании, так и за её пределами.Аснар, Хосе Мария, премьер-министр Испании
В том же году была закрыта последняя газета полностью на баскском языке — Egunkaria. Здание редакции было опечатано гражданскими гвардейцами.
17 октября 2011 года в городе Доностия-Сан-Себастьян прошла «Международная конференция мира с целью разрешения Баскского конфликта». Она была организована группой баскских граждан Lokarri, на ней присутствовали лидеры баскских политических партий. В конференции также участвовали: Кофи Аннан (бывший Генеральный секретарь ООН), Берти Ахерн (бывший премьер-министр Ирландии), Гру Харлем (бывший премьер-министр Норвегии), Пьер Жокс (бывший министр внутренних дел Франции), Джерри Адамс (ирландский политик, сыгравший важную роль в решений конфликта в Северной Ирландии), Джонатан Пауэлл (британский дипломат). В результате, участники конференции пришли к выводу, что ЭТА должна сложить оружие:
Ирландский опыт подсказывает мне, что в мире нет нерешаемых конфликтов. Любой конфликт можно преодолеть, каким бы затяжным и кровавым он ни был.Джонатан Пауэлл
Спустя 3 дня после конференции, 20 октября 2011 года, ЭТА объявила «окончательное прекращение вооруженной деятельности». Премьер-министр Испании Хосе Луис Родригес Сапатеро назвал этот шаг «победой демократии, закона и разума». В 2018 году организация объявила о самороспуске.

## Итоги
В результате деятельности сепаратистов Страна Басков получила одну из самых широких автономий в Европейском Союзе. Общие потери обеих сторон составили 1197 человек. Со стороны сепаратистов совершено 5946 нападений.